# Seven Kingdoms
Seven Kingdoms – komputerowa gra strategiczna czasu rzeczywistego, pierwsza z serii Seven Kingdoms. Twórcą gry jest Trevor Chan. Gracz wciela się we władcę jednego z 7 narodów: Greków, Persów, Wikingów, Normanów, Majów, Chińczyków i Japończyków. Celem gry jest pokonanie pozostałych nacji oraz budowa imperium - jednak wiele rzeczy da się rozwiązać poza rozwiązaniami militarnymi, gdzie istotnymi elementami oprócz kwestii militarnych są aspekty dotyczące dyplomacji oraz ekonomii. Gra doczekała się rozszerzenia Ancient Adversaries.

## Rozgrywka
Podstawą dla gry są osady ludzkie - gracz zdobywa w nich ludzi, dzięki nim napędza gospodarkę i handel. Może też nakładać podatki, by zyskiwać złoto. Surowce można wydobywać w budowanych kopalniach, a potem przerabiać je na konkretne dobra. Jednostki wojskowe stacjonują w twierdzach. Do armii można rekrutować najemników, a każda rasa specjalizuje się w innych jednostkach. Zagrożeniem są Fryhtanie – potwory, które należy zniszczyć.